# FanHero
FanHero é uma plataforma de social OTT americana baseada em Orlando, na Flórida, fundada em 2015 por dois irmãos brasileiros, Humberto e Leonardo Farias, com objetivo de criar Facebooks particulares para famosos e times de futebol. A empresa foi responsável pelo app do Vasco da Gama e do Corinthians no futebol, do influenciador Felipe Neto, do grupo Sorriso Maroto e da dupla Zezé Di Camargo & Luciano.
Em 2019, a empresa saiu do ramo de aplicativos para celebridades e começou a atuar no mercado de OTT, criando Netflix para empresas. Com clientes no Brasil e nos Estados Unidos, a FanHero entrou no mercado milionário de OTT (over the top) e VOD (video on demand).

A empresa foi escolhida em 2018 como uma das melhores startups de Orlando e o reconhecimento chegou novamente em 2020 pelo Tech Tribune.